# Cerastium brachypodum
Cerastium brachypodum là loài thực vật có hoa thuộc họ Cẩm chướng. Loài này được (Engelm. ex A.Gray) B.L.Rob. ex Britton mô tả khoa học đầu tiên năm 1894.